# Хауэлл, Кларенс
Кларенс Симэн Хауэлл (англ. Clarence Seaman Howell, 2 апреля 1881, Нью-Йорк — 27 октября 1936) — американский шахматист. Чемпион штата Нью-Йорк 1908 г. Чемпион Бруклинского шахматного клуба 1905 г. и международного турнира в Гаване (1917 г.). В составе сборной США участник шести традиционных матчей по телеграфу со сборной Англии (общий результат — 2½ очка из 6 возможных: +2-3=1).

## Вклад в теорию дебютов
|   | a | b | c | d | e | f | g | h |   |
| - | --- | --- | --- | --- | --- | --- | --- | --- | - |
| 8 | a8 чёрная ладья · d8 чёрный ферзь · e8 чёрный король · f8 чёрный слон · h8 чёрная ладья · c7 чёрная пешка · f7 чёрная пешка · g7 чёрная пешка · h7 чёрная пешка · a6 чёрная пешка · c6 чёрный конь · e6 чёрный слон · b5 чёрная пешка · d5 чёрная пешка · e5 белая пешка · e4 чёрный конь · b3 белый слон · f3 белый конь · a2 белая пешка · b2 белая пешка · c2 белая пешка · e2 белый ферзь · f2 белая пешка · g2 белая пешка · h2 белая пешка · a1 белая ладья · b1 белый конь · c1 белый слон · f1 белая ладья · g1 белый король | a8 чёрная ладья · d8 чёрный ферзь · e8 чёрный король · f8 чёрный слон · h8 чёрная ладья · c7 чёрная пешка · f7 чёрная пешка · g7 чёрная пешка · h7 чёрная пешка · a6 чёрная пешка · c6 чёрный конь · e6 чёрный слон · b5 чёрная пешка · d5 чёрная пешка · e5 белая пешка · e4 чёрный конь · b3 белый слон · f3 белый конь · a2 белая пешка · b2 белая пешка · c2 белая пешка · e2 белый ферзь · f2 белая пешка · g2 белая пешка · h2 белая пешка · a1 белая ладья · b1 белый конь · c1 белый слон · f1 белая ладья · g1 белый король | a8 чёрная ладья · d8 чёрный ферзь · e8 чёрный король · f8 чёрный слон · h8 чёрная ладья · c7 чёрная пешка · f7 чёрная пешка · g7 чёрная пешка · h7 чёрная пешка · a6 чёрная пешка · c6 чёрный конь · e6 чёрный слон · b5 чёрная пешка · d5 чёрная пешка · e5 белая пешка · e4 чёрный конь · b3 белый слон · f3 белый конь · a2 белая пешка · b2 белая пешка · c2 белая пешка · e2 белый ферзь · f2 белая пешка · g2 белая пешка · h2 белая пешка · a1 белая ладья · b1 белый конь · c1 белый слон · f1 белая ладья · g1 белый король | a8 чёрная ладья · d8 чёрный ферзь · e8 чёрный король · f8 чёрный слон · h8 чёрная ладья · c7 чёрная пешка · f7 чёрная пешка · g7 чёрная пешка · h7 чёрная пешка · a6 чёрная пешка · c6 чёрный конь · e6 чёрный слон · b5 чёрная пешка · d5 чёрная пешка · e5 белая пешка · e4 чёрный конь · b3 белый слон · f3 белый конь · a2 белая пешка · b2 белая пешка · c2 белая пешка · e2 белый ферзь · f2 белая пешка · g2 белая пешка · h2 белая пешка · a1 белая ладья · b1 белый конь · c1 белый слон · f1 белая ладья · g1 белый король | a8 чёрная ладья · d8 чёрный ферзь · e8 чёрный король · f8 чёрный слон · h8 чёрная ладья · c7 чёрная пешка · f7 чёрная пешка · g7 чёрная пешка · h7 чёрная пешка · a6 чёрная пешка · c6 чёрный конь · e6 чёрный слон · b5 чёрная пешка · d5 чёрная пешка · e5 белая пешка · e4 чёрный конь · b3 белый слон · f3 белый конь · a2 белая пешка · b2 белая пешка · c2 белая пешка · e2 белый ферзь · f2 белая пешка · g2 белая пешка · h2 белая пешка · a1 белая ладья · b1 белый конь · c1 белый слон · f1 белая ладья · g1 белый король | a8 чёрная ладья · d8 чёрный ферзь · e8 чёрный король · f8 чёрный слон · h8 чёрная ладья · c7 чёрная пешка · f7 чёрная пешка · g7 чёрная пешка · h7 чёрная пешка · a6 чёрная пешка · c6 чёрный конь · e6 чёрный слон · b5 чёрная пешка · d5 чёрная пешка · e5 белая пешка · e4 чёрный конь · b3 белый слон · f3 белый конь · a2 белая пешка · b2 белая пешка · c2 белая пешка · e2 белый ферзь · f2 белая пешка · g2 белая пешка · h2 белая пешка · a1 белая ладья · b1 белый конь · c1 белый слон · f1 белая ладья · g1 белый король | a8 чёрная ладья · d8 чёрный ферзь · e8 чёрный король · f8 чёрный слон · h8 чёрная ладья · c7 чёрная пешка · f7 чёрная пешка · g7 чёрная пешка · h7 чёрная пешка · a6 чёрная пешка · c6 чёрный конь · e6 чёрный слон · b5 чёрная пешка · d5 чёрная пешка · e5 белая пешка · e4 чёрный конь · b3 белый слон · f3 белый конь · a2 белая пешка · b2 белая пешка · c2 белая пешка · e2 белый ферзь · f2 белая пешка · g2 белая пешка · h2 белая пешка · a1 белая ладья · b1 белый конь · c1 белый слон · f1 белая ладья · g1 белый король | a8 чёрная ладья · d8 чёрный ферзь · e8 чёрный король · f8 чёрный слон · h8 чёрная ладья · c7 чёрная пешка · f7 чёрная пешка · g7 чёрная пешка · h7 чёрная пешка · a6 чёрная пешка · c6 чёрный конь · e6 чёрный слон · b5 чёрная пешка · d5 чёрная пешка · e5 белая пешка · e4 чёрный конь · b3 белый слон · f3 белый конь · a2 белая пешка · b2 белая пешка · c2 белая пешка · e2 белый ферзь · f2 белая пешка · g2 белая пешка · h2 белая пешка · a1 белая ладья · b1 белый конь · c1 белый слон · f1 белая ладья · g1 белый король | 8 |
| 7 | a8 чёрная ладья · d8 чёрный ферзь · e8 чёрный король · f8 чёрный слон · h8 чёрная ладья · c7 чёрная пешка · f7 чёрная пешка · g7 чёрная пешка · h7 чёрная пешка · a6 чёрная пешка · c6 чёрный конь · e6 чёрный слон · b5 чёрная пешка · d5 чёрная пешка · e5 белая пешка · e4 чёрный конь · b3 белый слон · f3 белый конь · a2 белая пешка · b2 белая пешка · c2 белая пешка · e2 белый ферзь · f2 белая пешка · g2 белая пешка · h2 белая пешка · a1 белая ладья · b1 белый конь · c1 белый слон · f1 белая ладья · g1 белый король | a8 чёрная ладья · d8 чёрный ферзь · e8 чёрный король · f8 чёрный слон · h8 чёрная ладья · c7 чёрная пешка · f7 чёрная пешка · g7 чёрная пешка · h7 чёрная пешка · a6 чёрная пешка · c6 чёрный конь · e6 чёрный слон · b5 чёрная пешка · d5 чёрная пешка · e5 белая пешка · e4 чёрный конь · b3 белый слон · f3 белый конь · a2 белая пешка · b2 белая пешка · c2 белая пешка · e2 белый ферзь · f2 белая пешка · g2 белая пешка · h2 белая пешка · a1 белая ладья · b1 белый конь · c1 белый слон · f1 белая ладья · g1 белый король | a8 чёрная ладья · d8 чёрный ферзь · e8 чёрный король · f8 чёрный слон · h8 чёрная ладья · c7 чёрная пешка · f7 чёрная пешка · g7 чёрная пешка · h7 чёрная пешка · a6 чёрная пешка · c6 чёрный конь · e6 чёрный слон · b5 чёрная пешка · d5 чёрная пешка · e5 белая пешка · e4 чёрный конь · b3 белый слон · f3 белый конь · a2 белая пешка · b2 белая пешка · c2 белая пешка · e2 белый ферзь · f2 белая пешка · g2 белая пешка · h2 белая пешка · a1 белая ладья · b1 белый конь · c1 белый слон · f1 белая ладья · g1 белый король | a8 чёрная ладья · d8 чёрный ферзь · e8 чёрный король · f8 чёрный слон · h8 чёрная ладья · c7 чёрная пешка · f7 чёрная пешка · g7 чёрная пешка · h7 чёрная пешка · a6 чёрная пешка · c6 чёрный конь · e6 чёрный слон · b5 чёрная пешка · d5 чёрная пешка · e5 белая пешка · e4 чёрный конь · b3 белый слон · f3 белый конь · a2 белая пешка · b2 белая пешка · c2 белая пешка · e2 белый ферзь · f2 белая пешка · g2 белая пешка · h2 белая пешка · a1 белая ладья · b1 белый конь · c1 белый слон · f1 белая ладья · g1 белый король | a8 чёрная ладья · d8 чёрный ферзь · e8 чёрный король · f8 чёрный слон · h8 чёрная ладья · c7 чёрная пешка · f7 чёрная пешка · g7 чёрная пешка · h7 чёрная пешка · a6 чёрная пешка · c6 чёрный конь · e6 чёрный слон · b5 чёрная пешка · d5 чёрная пешка · e5 белая пешка · e4 чёрный конь · b3 белый слон · f3 белый конь · a2 белая пешка · b2 белая пешка · c2 белая пешка · e2 белый ферзь · f2 белая пешка · g2 белая пешка · h2 белая пешка · a1 белая ладья · b1 белый конь · c1 белый слон · f1 белая ладья · g1 белый король | a8 чёрная ладья · d8 чёрный ферзь · e8 чёрный король · f8 чёрный слон · h8 чёрная ладья · c7 чёрная пешка · f7 чёрная пешка · g7 чёрная пешка · h7 чёрная пешка · a6 чёрная пешка · c6 чёрный конь · e6 чёрный слон · b5 чёрная пешка · d5 чёрная пешка · e5 белая пешка · e4 чёрный конь · b3 белый слон · f3 белый конь · a2 белая пешка · b2 белая пешка · c2 белая пешка · e2 белый ферзь · f2 белая пешка · g2 белая пешка · h2 белая пешка · a1 белая ладья · b1 белый конь · c1 белый слон · f1 белая ладья · g1 белый король | a8 чёрная ладья · d8 чёрный ферзь · e8 чёрный король · f8 чёрный слон · h8 чёрная ладья · c7 чёрная пешка · f7 чёрная пешка · g7 чёрная пешка · h7 чёрная пешка · a6 чёрная пешка · c6 чёрный конь · e6 чёрный слон · b5 чёрная пешка · d5 чёрная пешка · e5 белая пешка · e4 чёрный конь · b3 белый слон · f3 белый конь · a2 белая пешка · b2 белая пешка · c2 белая пешка · e2 белый ферзь · f2 белая пешка · g2 белая пешка · h2 белая пешка · a1 белая ладья · b1 белый конь · c1 белый слон · f1 белая ладья · g1 белый король | a8 чёрная ладья · d8 чёрный ферзь · e8 чёрный король · f8 чёрный слон · h8 чёрная ладья · c7 чёрная пешка · f7 чёрная пешка · g7 чёрная пешка · h7 чёрная пешка · a6 чёрная пешка · c6 чёрный конь · e6 чёрный слон · b5 чёрная пешка · d5 чёрная пешка · e5 белая пешка · e4 чёрный конь · b3 белый слон · f3 белый конь · a2 белая пешка · b2 белая пешка · c2 белая пешка · e2 белый ферзь · f2 белая пешка · g2 белая пешка · h2 белая пешка · a1 белая ладья · b1 белый конь · c1 белый слон · f1 белая ладья · g1 белый король | 7 |
| 6 | a8 чёрная ладья · d8 чёрный ферзь · e8 чёрный король · f8 чёрный слон · h8 чёрная ладья · c7 чёрная пешка · f7 чёрная пешка · g7 чёрная пешка · h7 чёрная пешка · a6 чёрная пешка · c6 чёрный конь · e6 чёрный слон · b5 чёрная пешка · d5 чёрная пешка · e5 белая пешка · e4 чёрный конь · b3 белый слон · f3 белый конь · a2 белая пешка · b2 белая пешка · c2 белая пешка · e2 белый ферзь · f2 белая пешка · g2 белая пешка · h2 белая пешка · a1 белая ладья · b1 белый конь · c1 белый слон · f1 белая ладья · g1 белый король | a8 чёрная ладья · d8 чёрный ферзь · e8 чёрный король · f8 чёрный слон · h8 чёрная ладья · c7 чёрная пешка · f7 чёрная пешка · g7 чёрная пешка · h7 чёрная пешка · a6 чёрная пешка · c6 чёрный конь · e6 чёрный слон · b5 чёрная пешка · d5 чёрная пешка · e5 белая пешка · e4 чёрный конь · b3 белый слон · f3 белый конь · a2 белая пешка · b2 белая пешка · c2 белая пешка · e2 белый ферзь · f2 белая пешка · g2 белая пешка · h2 белая пешка · a1 белая ладья · b1 белый конь · c1 белый слон · f1 белая ладья · g1 белый король | a8 чёрная ладья · d8 чёрный ферзь · e8 чёрный король · f8 чёрный слон · h8 чёрная ладья · c7 чёрная пешка · f7 чёрная пешка · g7 чёрная пешка · h7 чёрная пешка · a6 чёрная пешка · c6 чёрный конь · e6 чёрный слон · b5 чёрная пешка · d5 чёрная пешка · e5 белая пешка · e4 чёрный конь · b3 белый слон · f3 белый конь · a2 белая пешка · b2 белая пешка · c2 белая пешка · e2 белый ферзь · f2 белая пешка · g2 белая пешка · h2 белая пешка · a1 белая ладья · b1 белый конь · c1 белый слон · f1 белая ладья · g1 белый король | a8 чёрная ладья · d8 чёрный ферзь · e8 чёрный король · f8 чёрный слон · h8 чёрная ладья · c7 чёрная пешка · f7 чёрная пешка · g7 чёрная пешка · h7 чёрная пешка · a6 чёрная пешка · c6 чёрный конь · e6 чёрный слон · b5 чёрная пешка · d5 чёрная пешка · e5 белая пешка · e4 чёрный конь · b3 белый слон · f3 белый конь · a2 белая пешка · b2 белая пешка · c2 белая пешка · e2 белый ферзь · f2 белая пешка · g2 белая пешка · h2 белая пешка · a1 белая ладья · b1 белый конь · c1 белый слон · f1 белая ладья · g1 белый король | a8 чёрная ладья · d8 чёрный ферзь · e8 чёрный король · f8 чёрный слон · h8 чёрная ладья · c7 чёрная пешка · f7 чёрная пешка · g7 чёрная пешка · h7 чёрная пешка · a6 чёрная пешка · c6 чёрный конь · e6 чёрный слон · b5 чёрная пешка · d5 чёрная пешка · e5 белая пешка · e4 чёрный конь · b3 белый слон · f3 белый конь · a2 белая пешка · b2 белая пешка · c2 белая пешка · e2 белый ферзь · f2 белая пешка · g2 белая пешка · h2 белая пешка · a1 белая ладья · b1 белый конь · c1 белый слон · f1 белая ладья · g1 белый король | a8 чёрная ладья · d8 чёрный ферзь · e8 чёрный король · f8 чёрный слон · h8 чёрная ладья · c7 чёрная пешка · f7 чёрная пешка · g7 чёрная пешка · h7 чёрная пешка · a6 чёрная пешка · c6 чёрный конь · e6 чёрный слон · b5 чёрная пешка · d5 чёрная пешка · e5 белая пешка · e4 чёрный конь · b3 белый слон · f3 белый конь · a2 белая пешка · b2 белая пешка · c2 белая пешка · e2 белый ферзь · f2 белая пешка · g2 белая пешка · h2 белая пешка · a1 белая ладья · b1 белый конь · c1 белый слон · f1 белая ладья · g1 белый король | a8 чёрная ладья · d8 чёрный ферзь · e8 чёрный король · f8 чёрный слон · h8 чёрная ладья · c7 чёрная пешка · f7 чёрная пешка · g7 чёрная пешка · h7 чёрная пешка · a6 чёрная пешка · c6 чёрный конь · e6 чёрный слон · b5 чёрная пешка · d5 чёрная пешка · e5 белая пешка · e4 чёрный конь · b3 белый слон · f3 белый конь · a2 белая пешка · b2 белая пешка · c2 белая пешка · e2 белый ферзь · f2 белая пешка · g2 белая пешка · h2 белая пешка · a1 белая ладья · b1 белый конь · c1 белый слон · f1 белая ладья · g1 белый король | a8 чёрная ладья · d8 чёрный ферзь · e8 чёрный король · f8 чёрный слон · h8 чёрная ладья · c7 чёрная пешка · f7 чёрная пешка · g7 чёрная пешка · h7 чёрная пешка · a6 чёрная пешка · c6 чёрный конь · e6 чёрный слон · b5 чёрная пешка · d5 чёрная пешка · e5 белая пешка · e4 чёрный конь · b3 белый слон · f3 белый конь · a2 белая пешка · b2 белая пешка · c2 белая пешка · e2 белый ферзь · f2 белая пешка · g2 белая пешка · h2 белая пешка · a1 белая ладья · b1 белый конь · c1 белый слон · f1 белая ладья · g1 белый король | 6 |
| 5 | a8 чёрная ладья · d8 чёрный ферзь · e8 чёрный король · f8 чёрный слон · h8 чёрная ладья · c7 чёрная пешка · f7 чёрная пешка · g7 чёрная пешка · h7 чёрная пешка · a6 чёрная пешка · c6 чёрный конь · e6 чёрный слон · b5 чёрная пешка · d5 чёрная пешка · e5 белая пешка · e4 чёрный конь · b3 белый слон · f3 белый конь · a2 белая пешка · b2 белая пешка · c2 белая пешка · e2 белый ферзь · f2 белая пешка · g2 белая пешка · h2 белая пешка · a1 белая ладья · b1 белый конь · c1 белый слон · f1 белая ладья · g1 белый король | a8 чёрная ладья · d8 чёрный ферзь · e8 чёрный король · f8 чёрный слон · h8 чёрная ладья · c7 чёрная пешка · f7 чёрная пешка · g7 чёрная пешка · h7 чёрная пешка · a6 чёрная пешка · c6 чёрный конь · e6 чёрный слон · b5 чёрная пешка · d5 чёрная пешка · e5 белая пешка · e4 чёрный конь · b3 белый слон · f3 белый конь · a2 белая пешка · b2 белая пешка · c2 белая пешка · e2 белый ферзь · f2 белая пешка · g2 белая пешка · h2 белая пешка · a1 белая ладья · b1 белый конь · c1 белый слон · f1 белая ладья · g1 белый король | a8 чёрная ладья · d8 чёрный ферзь · e8 чёрный король · f8 чёрный слон · h8 чёрная ладья · c7 чёрная пешка · f7 чёрная пешка · g7 чёрная пешка · h7 чёрная пешка · a6 чёрная пешка · c6 чёрный конь · e6 чёрный слон · b5 чёрная пешка · d5 чёрная пешка · e5 белая пешка · e4 чёрный конь · b3 белый слон · f3 белый конь · a2 белая пешка · b2 белая пешка · c2 белая пешка · e2 белый ферзь · f2 белая пешка · g2 белая пешка · h2 белая пешка · a1 белая ладья · b1 белый конь · c1 белый слон · f1 белая ладья · g1 белый король | a8 чёрная ладья · d8 чёрный ферзь · e8 чёрный король · f8 чёрный слон · h8 чёрная ладья · c7 чёрная пешка · f7 чёрная пешка · g7 чёрная пешка · h7 чёрная пешка · a6 чёрная пешка · c6 чёрный конь · e6 чёрный слон · b5 чёрная пешка · d5 чёрная пешка · e5 белая пешка · e4 чёрный конь · b3 белый слон · f3 белый конь · a2 белая пешка · b2 белая пешка · c2 белая пешка · e2 белый ферзь · f2 белая пешка · g2 белая пешка · h2 белая пешка · a1 белая ладья · b1 белый конь · c1 белый слон · f1 белая ладья · g1 белый король | a8 чёрная ладья · d8 чёрный ферзь · e8 чёрный король · f8 чёрный слон · h8 чёрная ладья · c7 чёрная пешка · f7 чёрная пешка · g7 чёрная пешка · h7 чёрная пешка · a6 чёрная пешка · c6 чёрный конь · e6 чёрный слон · b5 чёрная пешка · d5 чёрная пешка · e5 белая пешка · e4 чёрный конь · b3 белый слон · f3 белый конь · a2 белая пешка · b2 белая пешка · c2 белая пешка · e2 белый ферзь · f2 белая пешка · g2 белая пешка · h2 белая пешка · a1 белая ладья · b1 белый конь · c1 белый слон · f1 белая ладья · g1 белый король | a8 чёрная ладья · d8 чёрный ферзь · e8 чёрный король · f8 чёрный слон · h8 чёрная ладья · c7 чёрная пешка · f7 чёрная пешка · g7 чёрная пешка · h7 чёрная пешка · a6 чёрная пешка · c6 чёрный конь · e6 чёрный слон · b5 чёрная пешка · d5 чёрная пешка · e5 белая пешка · e4 чёрный конь · b3 белый слон · f3 белый конь · a2 белая пешка · b2 белая пешка · c2 белая пешка · e2 белый ферзь · f2 белая пешка · g2 белая пешка · h2 белая пешка · a1 белая ладья · b1 белый конь · c1 белый слон · f1 белая ладья · g1 белый король | a8 чёрная ладья · d8 чёрный ферзь · e8 чёрный король · f8 чёрный слон · h8 чёрная ладья · c7 чёрная пешка · f7 чёрная пешка · g7 чёрная пешка · h7 чёрная пешка · a6 чёрная пешка · c6 чёрный конь · e6 чёрный слон · b5 чёрная пешка · d5 чёрная пешка · e5 белая пешка · e4 чёрный конь · b3 белый слон · f3 белый конь · a2 белая пешка · b2 белая пешка · c2 белая пешка · e2 белый ферзь · f2 белая пешка · g2 белая пешка · h2 белая пешка · a1 белая ладья · b1 белый конь · c1 белый слон · f1 белая ладья · g1 белый король | a8 чёрная ладья · d8 чёрный ферзь · e8 чёрный король · f8 чёрный слон · h8 чёрная ладья · c7 чёрная пешка · f7 чёрная пешка · g7 чёрная пешка · h7 чёрная пешка · a6 чёрная пешка · c6 чёрный конь · e6 чёрный слон · b5 чёрная пешка · d5 чёрная пешка · e5 белая пешка · e4 чёрный конь · b3 белый слон · f3 белый конь · a2 белая пешка · b2 белая пешка · c2 белая пешка · e2 белый ферзь · f2 белая пешка · g2 белая пешка · h2 белая пешка · a1 белая ладья · b1 белый конь · c1 белый слон · f1 белая ладья · g1 белый король | 5 |
| 4 | a8 чёрная ладья · d8 чёрный ферзь · e8 чёрный король · f8 чёрный слон · h8 чёрная ладья · c7 чёрная пешка · f7 чёрная пешка · g7 чёрная пешка · h7 чёрная пешка · a6 чёрная пешка · c6 чёрный конь · e6 чёрный слон · b5 чёрная пешка · d5 чёрная пешка · e5 белая пешка · e4 чёрный конь · b3 белый слон · f3 белый конь · a2 белая пешка · b2 белая пешка · c2 белая пешка · e2 белый ферзь · f2 белая пешка · g2 белая пешка · h2 белая пешка · a1 белая ладья · b1 белый конь · c1 белый слон · f1 белая ладья · g1 белый король | a8 чёрная ладья · d8 чёрный ферзь · e8 чёрный король · f8 чёрный слон · h8 чёрная ладья · c7 чёрная пешка · f7 чёрная пешка · g7 чёрная пешка · h7 чёрная пешка · a6 чёрная пешка · c6 чёрный конь · e6 чёрный слон · b5 чёрная пешка · d5 чёрная пешка · e5 белая пешка · e4 чёрный конь · b3 белый слон · f3 белый конь · a2 белая пешка · b2 белая пешка · c2 белая пешка · e2 белый ферзь · f2 белая пешка · g2 белая пешка · h2 белая пешка · a1 белая ладья · b1 белый конь · c1 белый слон · f1 белая ладья · g1 белый король | a8 чёрная ладья · d8 чёрный ферзь · e8 чёрный король · f8 чёрный слон · h8 чёрная ладья · c7 чёрная пешка · f7 чёрная пешка · g7 чёрная пешка · h7 чёрная пешка · a6 чёрная пешка · c6 чёрный конь · e6 чёрный слон · b5 чёрная пешка · d5 чёрная пешка · e5 белая пешка · e4 чёрный конь · b3 белый слон · f3 белый конь · a2 белая пешка · b2 белая пешка · c2 белая пешка · e2 белый ферзь · f2 белая пешка · g2 белая пешка · h2 белая пешка · a1 белая ладья · b1 белый конь · c1 белый слон · f1 белая ладья · g1 белый король | a8 чёрная ладья · d8 чёрный ферзь · e8 чёрный король · f8 чёрный слон · h8 чёрная ладья · c7 чёрная пешка · f7 чёрная пешка · g7 чёрная пешка · h7 чёрная пешка · a6 чёрная пешка · c6 чёрный конь · e6 чёрный слон · b5 чёрная пешка · d5 чёрная пешка · e5 белая пешка · e4 чёрный конь · b3 белый слон · f3 белый конь · a2 белая пешка · b2 белая пешка · c2 белая пешка · e2 белый ферзь · f2 белая пешка · g2 белая пешка · h2 белая пешка · a1 белая ладья · b1 белый конь · c1 белый слон · f1 белая ладья · g1 белый король | a8 чёрная ладья · d8 чёрный ферзь · e8 чёрный король · f8 чёрный слон · h8 чёрная ладья · c7 чёрная пешка · f7 чёрная пешка · g7 чёрная пешка · h7 чёрная пешка · a6 чёрная пешка · c6 чёрный конь · e6 чёрный слон · b5 чёрная пешка · d5 чёрная пешка · e5 белая пешка · e4 чёрный конь · b3 белый слон · f3 белый конь · a2 белая пешка · b2 белая пешка · c2 белая пешка · e2 белый ферзь · f2 белая пешка · g2 белая пешка · h2 белая пешка · a1 белая ладья · b1 белый конь · c1 белый слон · f1 белая ладья · g1 белый король | a8 чёрная ладья · d8 чёрный ферзь · e8 чёрный король · f8 чёрный слон · h8 чёрная ладья · c7 чёрная пешка · f7 чёрная пешка · g7 чёрная пешка · h7 чёрная пешка · a6 чёрная пешка · c6 чёрный конь · e6 чёрный слон · b5 чёрная пешка · d5 чёрная пешка · e5 белая пешка · e4 чёрный конь · b3 белый слон · f3 белый конь · a2 белая пешка · b2 белая пешка · c2 белая пешка · e2 белый ферзь · f2 белая пешка · g2 белая пешка · h2 белая пешка · a1 белая ладья · b1 белый конь · c1 белый слон · f1 белая ладья · g1 белый король | a8 чёрная ладья · d8 чёрный ферзь · e8 чёрный король · f8 чёрный слон · h8 чёрная ладья · c7 чёрная пешка · f7 чёрная пешка · g7 чёрная пешка · h7 чёрная пешка · a6 чёрная пешка · c6 чёрный конь · e6 чёрный слон · b5 чёрная пешка · d5 чёрная пешка · e5 белая пешка · e4 чёрный конь · b3 белый слон · f3 белый конь · a2 белая пешка · b2 белая пешка · c2 белая пешка · e2 белый ферзь · f2 белая пешка · g2 белая пешка · h2 белая пешка · a1 белая ладья · b1 белый конь · c1 белый слон · f1 белая ладья · g1 белый король | a8 чёрная ладья · d8 чёрный ферзь · e8 чёрный король · f8 чёрный слон · h8 чёрная ладья · c7 чёрная пешка · f7 чёрная пешка · g7 чёрная пешка · h7 чёрная пешка · a6 чёрная пешка · c6 чёрный конь · e6 чёрный слон · b5 чёрная пешка · d5 чёрная пешка · e5 белая пешка · e4 чёрный конь · b3 белый слон · f3 белый конь · a2 белая пешка · b2 белая пешка · c2 белая пешка · e2 белый ферзь · f2 белая пешка · g2 белая пешка · h2 белая пешка · a1 белая ладья · b1 белый конь · c1 белый слон · f1 белая ладья · g1 белый король | 4 |
| 3 | a8 чёрная ладья · d8 чёрный ферзь · e8 чёрный король · f8 чёрный слон · h8 чёрная ладья · c7 чёрная пешка · f7 чёрная пешка · g7 чёрная пешка · h7 чёрная пешка · a6 чёрная пешка · c6 чёрный конь · e6 чёрный слон · b5 чёрная пешка · d5 чёрная пешка · e5 белая пешка · e4 чёрный конь · b3 белый слон · f3 белый конь · a2 белая пешка · b2 белая пешка · c2 белая пешка · e2 белый ферзь · f2 белая пешка · g2 белая пешка · h2 белая пешка · a1 белая ладья · b1 белый конь · c1 белый слон · f1 белая ладья · g1 белый король | a8 чёрная ладья · d8 чёрный ферзь · e8 чёрный король · f8 чёрный слон · h8 чёрная ладья · c7 чёрная пешка · f7 чёрная пешка · g7 чёрная пешка · h7 чёрная пешка · a6 чёрная пешка · c6 чёрный конь · e6 чёрный слон · b5 чёрная пешка · d5 чёрная пешка · e5 белая пешка · e4 чёрный конь · b3 белый слон · f3 белый конь · a2 белая пешка · b2 белая пешка · c2 белая пешка · e2 белый ферзь · f2 белая пешка · g2 белая пешка · h2 белая пешка · a1 белая ладья · b1 белый конь · c1 белый слон · f1 белая ладья · g1 белый король | a8 чёрная ладья · d8 чёрный ферзь · e8 чёрный король · f8 чёрный слон · h8 чёрная ладья · c7 чёрная пешка · f7 чёрная пешка · g7 чёрная пешка · h7 чёрная пешка · a6 чёрная пешка · c6 чёрный конь · e6 чёрный слон · b5 чёрная пешка · d5 чёрная пешка · e5 белая пешка · e4 чёрный конь · b3 белый слон · f3 белый конь · a2 белая пешка · b2 белая пешка · c2 белая пешка · e2 белый ферзь · f2 белая пешка · g2 белая пешка · h2 белая пешка · a1 белая ладья · b1 белый конь · c1 белый слон · f1 белая ладья · g1 белый король | a8 чёрная ладья · d8 чёрный ферзь · e8 чёрный король · f8 чёрный слон · h8 чёрная ладья · c7 чёрная пешка · f7 чёрная пешка · g7 чёрная пешка · h7 чёрная пешка · a6 чёрная пешка · c6 чёрный конь · e6 чёрный слон · b5 чёрная пешка · d5 чёрная пешка · e5 белая пешка · e4 чёрный конь · b3 белый слон · f3 белый конь · a2 белая пешка · b2 белая пешка · c2 белая пешка · e2 белый ферзь · f2 белая пешка · g2 белая пешка · h2 белая пешка · a1 белая ладья · b1 белый конь · c1 белый слон · f1 белая ладья · g1 белый король | a8 чёрная ладья · d8 чёрный ферзь · e8 чёрный король · f8 чёрный слон · h8 чёрная ладья · c7 чёрная пешка · f7 чёрная пешка · g7 чёрная пешка · h7 чёрная пешка · a6 чёрная пешка · c6 чёрный конь · e6 чёрный слон · b5 чёрная пешка · d5 чёрная пешка · e5 белая пешка · e4 чёрный конь · b3 белый слон · f3 белый конь · a2 белая пешка · b2 белая пешка · c2 белая пешка · e2 белый ферзь · f2 белая пешка · g2 белая пешка · h2 белая пешка · a1 белая ладья · b1 белый конь · c1 белый слон · f1 белая ладья · g1 белый король | a8 чёрная ладья · d8 чёрный ферзь · e8 чёрный король · f8 чёрный слон · h8 чёрная ладья · c7 чёрная пешка · f7 чёрная пешка · g7 чёрная пешка · h7 чёрная пешка · a6 чёрная пешка · c6 чёрный конь · e6 чёрный слон · b5 чёрная пешка · d5 чёрная пешка · e5 белая пешка · e4 чёрный конь · b3 белый слон · f3 белый конь · a2 белая пешка · b2 белая пешка · c2 белая пешка · e2 белый ферзь · f2 белая пешка · g2 белая пешка · h2 белая пешка · a1 белая ладья · b1 белый конь · c1 белый слон · f1 белая ладья · g1 белый король | a8 чёрная ладья · d8 чёрный ферзь · e8 чёрный король · f8 чёрный слон · h8 чёрная ладья · c7 чёрная пешка · f7 чёрная пешка · g7 чёрная пешка · h7 чёрная пешка · a6 чёрная пешка · c6 чёрный конь · e6 чёрный слон · b5 чёрная пешка · d5 чёрная пешка · e5 белая пешка · e4 чёрный конь · b3 белый слон · f3 белый конь · a2 белая пешка · b2 белая пешка · c2 белая пешка · e2 белый ферзь · f2 белая пешка · g2 белая пешка · h2 белая пешка · a1 белая ладья · b1 белый конь · c1 белый слон · f1 белая ладья · g1 белый король | a8 чёрная ладья · d8 чёрный ферзь · e8 чёрный король · f8 чёрный слон · h8 чёрная ладья · c7 чёрная пешка · f7 чёрная пешка · g7 чёрная пешка · h7 чёрная пешка · a6 чёрная пешка · c6 чёрный конь · e6 чёрный слон · b5 чёрная пешка · d5 чёрная пешка · e5 белая пешка · e4 чёрный конь · b3 белый слон · f3 белый конь · a2 белая пешка · b2 белая пешка · c2 белая пешка · e2 белый ферзь · f2 белая пешка · g2 белая пешка · h2 белая пешка · a1 белая ладья · b1 белый конь · c1 белый слон · f1 белая ладья · g1 белый король | 3 |
| 2 | a8 чёрная ладья · d8 чёрный ферзь · e8 чёрный король · f8 чёрный слон · h8 чёрная ладья · c7 чёрная пешка · f7 чёрная пешка · g7 чёрная пешка · h7 чёрная пешка · a6 чёрная пешка · c6 чёрный конь · e6 чёрный слон · b5 чёрная пешка · d5 чёрная пешка · e5 белая пешка · e4 чёрный конь · b3 белый слон · f3 белый конь · a2 белая пешка · b2 белая пешка · c2 белая пешка · e2 белый ферзь · f2 белая пешка · g2 белая пешка · h2 белая пешка · a1 белая ладья · b1 белый конь · c1 белый слон · f1 белая ладья · g1 белый король | a8 чёрная ладья · d8 чёрный ферзь · e8 чёрный король · f8 чёрный слон · h8 чёрная ладья · c7 чёрная пешка · f7 чёрная пешка · g7 чёрная пешка · h7 чёрная пешка · a6 чёрная пешка · c6 чёрный конь · e6 чёрный слон · b5 чёрная пешка · d5 чёрная пешка · e5 белая пешка · e4 чёрный конь · b3 белый слон · f3 белый конь · a2 белая пешка · b2 белая пешка · c2 белая пешка · e2 белый ферзь · f2 белая пешка · g2 белая пешка · h2 белая пешка · a1 белая ладья · b1 белый конь · c1 белый слон · f1 белая ладья · g1 белый король | a8 чёрная ладья · d8 чёрный ферзь · e8 чёрный король · f8 чёрный слон · h8 чёрная ладья · c7 чёрная пешка · f7 чёрная пешка · g7 чёрная пешка · h7 чёрная пешка · a6 чёрная пешка · c6 чёрный конь · e6 чёрный слон · b5 чёрная пешка · d5 чёрная пешка · e5 белая пешка · e4 чёрный конь · b3 белый слон · f3 белый конь · a2 белая пешка · b2 белая пешка · c2 белая пешка · e2 белый ферзь · f2 белая пешка · g2 белая пешка · h2 белая пешка · a1 белая ладья · b1 белый конь · c1 белый слон · f1 белая ладья · g1 белый король | a8 чёрная ладья · d8 чёрный ферзь · e8 чёрный король · f8 чёрный слон · h8 чёрная ладья · c7 чёрная пешка · f7 чёрная пешка · g7 чёрная пешка · h7 чёрная пешка · a6 чёрная пешка · c6 чёрный конь · e6 чёрный слон · b5 чёрная пешка · d5 чёрная пешка · e5 белая пешка · e4 чёрный конь · b3 белый слон · f3 белый конь · a2 белая пешка · b2 белая пешка · c2 белая пешка · e2 белый ферзь · f2 белая пешка · g2 белая пешка · h2 белая пешка · a1 белая ладья · b1 белый конь · c1 белый слон · f1 белая ладья · g1 белый король | a8 чёрная ладья · d8 чёрный ферзь · e8 чёрный король · f8 чёрный слон · h8 чёрная ладья · c7 чёрная пешка · f7 чёрная пешка · g7 чёрная пешка · h7 чёрная пешка · a6 чёрная пешка · c6 чёрный конь · e6 чёрный слон · b5 чёрная пешка · d5 чёрная пешка · e5 белая пешка · e4 чёрный конь · b3 белый слон · f3 белый конь · a2 белая пешка · b2 белая пешка · c2 белая пешка · e2 белый ферзь · f2 белая пешка · g2 белая пешка · h2 белая пешка · a1 белая ладья · b1 белый конь · c1 белый слон · f1 белая ладья · g1 белый король | a8 чёрная ладья · d8 чёрный ферзь · e8 чёрный король · f8 чёрный слон · h8 чёрная ладья · c7 чёрная пешка · f7 чёрная пешка · g7 чёрная пешка · h7 чёрная пешка · a6 чёрная пешка · c6 чёрный конь · e6 чёрный слон · b5 чёрная пешка · d5 чёрная пешка · e5 белая пешка · e4 чёрный конь · b3 белый слон · f3 белый конь · a2 белая пешка · b2 белая пешка · c2 белая пешка · e2 белый ферзь · f2 белая пешка · g2 белая пешка · h2 белая пешка · a1 белая ладья · b1 белый конь · c1 белый слон · f1 белая ладья · g1 белый король | a8 чёрная ладья · d8 чёрный ферзь · e8 чёрный король · f8 чёрный слон · h8 чёрная ладья · c7 чёрная пешка · f7 чёрная пешка · g7 чёрная пешка · h7 чёрная пешка · a6 чёрная пешка · c6 чёрный конь · e6 чёрный слон · b5 чёрная пешка · d5 чёрная пешка · e5 белая пешка · e4 чёрный конь · b3 белый слон · f3 белый конь · a2 белая пешка · b2 белая пешка · c2 белая пешка · e2 белый ферзь · f2 белая пешка · g2 белая пешка · h2 белая пешка · a1 белая ладья · b1 белый конь · c1 белый слон · f1 белая ладья · g1 белый король | a8 чёрная ладья · d8 чёрный ферзь · e8 чёрный король · f8 чёрный слон · h8 чёрная ладья · c7 чёрная пешка · f7 чёрная пешка · g7 чёрная пешка · h7 чёрная пешка · a6 чёрная пешка · c6 чёрный конь · e6 чёрный слон · b5 чёрная пешка · d5 чёрная пешка · e5 белая пешка · e4 чёрный конь · b3 белый слон · f3 белый конь · a2 белая пешка · b2 белая пешка · c2 белая пешка · e2 белый ферзь · f2 белая пешка · g2 белая пешка · h2 белая пешка · a1 белая ладья · b1 белый конь · c1 белый слон · f1 белая ладья · g1 белый король | 2 |
| 1 | a8 чёрная ладья · d8 чёрный ферзь · e8 чёрный король · f8 чёрный слон · h8 чёрная ладья · c7 чёрная пешка · f7 чёрная пешка · g7 чёрная пешка · h7 чёрная пешка · a6 чёрная пешка · c6 чёрный конь · e6 чёрный слон · b5 чёрная пешка · d5 чёрная пешка · e5 белая пешка · e4 чёрный конь · b3 белый слон · f3 белый конь · a2 белая пешка · b2 белая пешка · c2 белая пешка · e2 белый ферзь · f2 белая пешка · g2 белая пешка · h2 белая пешка · a1 белая ладья · b1 белый конь · c1 белый слон · f1 белая ладья · g1 белый король | a8 чёрная ладья · d8 чёрный ферзь · e8 чёрный король · f8 чёрный слон · h8 чёрная ладья · c7 чёрная пешка · f7 чёрная пешка · g7 чёрная пешка · h7 чёрная пешка · a6 чёрная пешка · c6 чёрный конь · e6 чёрный слон · b5 чёрная пешка · d5 чёрная пешка · e5 белая пешка · e4 чёрный конь · b3 белый слон · f3 белый конь · a2 белая пешка · b2 белая пешка · c2 белая пешка · e2 белый ферзь · f2 белая пешка · g2 белая пешка · h2 белая пешка · a1 белая ладья · b1 белый конь · c1 белый слон · f1 белая ладья · g1 белый король | a8 чёрная ладья · d8 чёрный ферзь · e8 чёрный король · f8 чёрный слон · h8 чёрная ладья · c7 чёрная пешка · f7 чёрная пешка · g7 чёрная пешка · h7 чёрная пешка · a6 чёрная пешка · c6 чёрный конь · e6 чёрный слон · b5 чёрная пешка · d5 чёрная пешка · e5 белая пешка · e4 чёрный конь · b3 белый слон · f3 белый конь · a2 белая пешка · b2 белая пешка · c2 белая пешка · e2 белый ферзь · f2 белая пешка · g2 белая пешка · h2 белая пешка · a1 белая ладья · b1 белый конь · c1 белый слон · f1 белая ладья · g1 белый король | a8 чёрная ладья · d8 чёрный ферзь · e8 чёрный король · f8 чёрный слон · h8 чёрная ладья · c7 чёрная пешка · f7 чёрная пешка · g7 чёрная пешка · h7 чёрная пешка · a6 чёрная пешка · c6 чёрный конь · e6 чёрный слон · b5 чёрная пешка · d5 чёрная пешка · e5 белая пешка · e4 чёрный конь · b3 белый слон · f3 белый конь · a2 белая пешка · b2 белая пешка · c2 белая пешка · e2 белый ферзь · f2 белая пешка · g2 белая пешка · h2 белая пешка · a1 белая ладья · b1 белый конь · c1 белый слон · f1 белая ладья · g1 белый король | a8 чёрная ладья · d8 чёрный ферзь · e8 чёрный король · f8 чёрный слон · h8 чёрная ладья · c7 чёрная пешка · f7 чёрная пешка · g7 чёрная пешка · h7 чёрная пешка · a6 чёрная пешка · c6 чёрный конь · e6 чёрный слон · b5 чёрная пешка · d5 чёрная пешка · e5 белая пешка · e4 чёрный конь · b3 белый слон · f3 белый конь · a2 белая пешка · b2 белая пешка · c2 белая пешка · e2 белый ферзь · f2 белая пешка · g2 белая пешка · h2 белая пешка · a1 белая ладья · b1 белый конь · c1 белый слон · f1 белая ладья · g1 белый король | a8 чёрная ладья · d8 чёрный ферзь · e8 чёрный король · f8 чёрный слон · h8 чёрная ладья · c7 чёрная пешка · f7 чёрная пешка · g7 чёрная пешка · h7 чёрная пешка · a6 чёрная пешка · c6 чёрный конь · e6 чёрный слон · b5 чёрная пешка · d5 чёрная пешка · e5 белая пешка · e4 чёрный конь · b3 белый слон · f3 белый конь · a2 белая пешка · b2 белая пешка · c2 белая пешка · e2 белый ферзь · f2 белая пешка · g2 белая пешка · h2 белая пешка · a1 белая ладья · b1 белый конь · c1 белый слон · f1 белая ладья · g1 белый король | a8 чёрная ладья · d8 чёрный ферзь · e8 чёрный король · f8 чёрный слон · h8 чёрная ладья · c7 чёрная пешка · f7 чёрная пешка · g7 чёрная пешка · h7 чёрная пешка · a6 чёрная пешка · c6 чёрный конь · e6 чёрный слон · b5 чёрная пешка · d5 чёрная пешка · e5 белая пешка · e4 чёрный конь · b3 белый слон · f3 белый конь · a2 белая пешка · b2 белая пешка · c2 белая пешка · e2 белый ферзь · f2 белая пешка · g2 белая пешка · h2 белая пешка · a1 белая ладья · b1 белый конь · c1 белый слон · f1 белая ладья · g1 белый король | a8 чёрная ладья · d8 чёрный ферзь · e8 чёрный король · f8 чёрный слон · h8 чёрная ладья · c7 чёрная пешка · f7 чёрная пешка · g7 чёрная пешка · h7 чёрная пешка · a6 чёрная пешка · c6 чёрный конь · e6 чёрный слон · b5 чёрная пешка · d5 чёрная пешка · e5 белая пешка · e4 чёрный конь · b3 белый слон · f3 белый конь · a2 белая пешка · b2 белая пешка · c2 белая пешка · e2 белый ферзь · f2 белая пешка · g2 белая пешка · h2 белая пешка · a1 белая ладья · b1 белый конь · c1 белый слон · f1 белая ладья · g1 белый король | 1 |
|   | a | b | c | d | e | f | g | h |   |

В англоязычной шахматной литературе с именем Хауэлла связывают план с ходом 9. Фe2 в открытом варианте испанской партии (после 1. e4 e5 2. Кf3 Кc6 3. Сb5 a6 4. Сa4 Кf6 5. O—O К:e4 6. d4 b5 7. Сb3 d5 8. de Сe6).

В русскоязычных источниках принято называть это построение системой Кереса:
«Ход 9. Фe2 был известен давно, но именно П. Кересу принадлежит заслуга в его теоретической разработке и практической популяризации. эта система была с успехом испытана выдающимся гроссмейстером во время матч-турнира на первенство мира (1948)».

## Спортивные результаты
| Год         | Город         | Соревнование                                                       | + | − | = | Результат | Место |
| ----------- | ------------- | ------------------------------------------------------------------ | - | - | - | --------- | ----- |
| 1899        | Нью-Йорк      | Матч с Д. Прентисом                                                |   |   |   |           |       |
| 1901        |               | Матч по телеграфу Англия — США (10-я доска, против Р. Мичелла)     | 0 | 1 | 0 | 0 из 1    |       |
|             | Баффало       | Чемпионат штата Нью-Йорк                                           | 3 | 4 | 3 | 4½ из 10  | 4     |
| 1902        |               | Матч по телеграфу Англия — США (9-я доска, против Р. Мичелла)      | 1 | 0 | 0 | 1 из 1    |       |
| 1903        |               | Матч по телеграфу Англия — США (9-я доска, против У. Ганстона)     | 0 | 1 | 0 | 0 из 1    |       |
| 1904        | Нью-Йорк      | Чемпионат Бруклинского ШК                                          |   |   |   |           |       |
| 1905        | Нью-Йорк      | Чемпионат Бруклинского ШК                                          | 9 | 1 | 1 | 9½ из 11  | 1     |
|             |               | Матч по телеграфу Бруклинский ШК — Чикагский ШК (против Э. Кемени) | 0 | 1 | 0 | 0 из 1    |       |
| 1907        |               | Матч по телеграфу Англия — США (9-я доска, против Р. Мичелла)      | 1 | 0 | 0 | 1 из 1    |       |
| 1908        |               | Матч по телеграфу Англия — США (6-я доска, против У. Уорда)        | 0 | 0 | 1 | ½ из 1    |       |
|             | Трентон-Фоллс | Чемпионат штата Нью-Йорк                                           | 3 | 1 | 2 | 4 из 6    | 1     |
| 1909        |               | Матч по телеграфу Англия — США (5-я доска, против Дж. Блейка)      | 0 | 1 | 0 | 0 из 1    |       |
|             | Нью-Йорк      | Матч Бруклинский ШК — ШК им. Райса (против Л. Розена)              | 1 | 0 | 0 | 1 из 1    |       |
| 1917        | Гавана        | Международный турнир                                               |   |   |   |           | 1     |
| 1923        | Мадрид        | Показательный матч с М. Гольмайо                                   |   |   |   |           |       |
| 1924 / 1925 | Нью-Йорк      | Тематический турнир (итальянская партия)                           |   |   |   |           |       |